# Karin Wahlberg
Karin Wahlberg (ur. 1950 w Kalmarze) – szwedzka lekarka (ginekolog i położna), filolog oraz pisarka, autorka m.in. powieści kryminalnych.
Książki Karin Wahlberg zajmują czołowe miejsca na listach sprzedaży i były wielokrotonie nagradzane. Głównymi bohaterami jej powieści kryminalnych są detektyw Claes Claesson i chirurg Veronika Lundborg.

## Życiorys
Urodziła się na południu Szwecji. Studiowała filologię szwedzką, filozofię i medycynę. Pracowała jako nauczycielka. Zadebiutowała jako pisarka w 2001, łącząc zawód lekarza z pisarstwem.